# Graeme Bachop
Graeme Thomas Miro Bachop (Christchurch, 11 giugno 1967) è un ex rugbista a 15 neozelandese, mediano di mischia, che rappresentò gli All Blacks in due edizioni di Coppa del Mondo e il Giappone in una terza edizione.

## Biografia
Esordì per Canterbury nel campionato nazionale provinciale del 1988 e con tale squadra disputò otto stagioni consecutive; già nel 1989 scese in campo nel suo primo test match per la Nuova Zelanda contro il Galles a Cardiff durante il tour di fine anno.
Prese parte alla Coppa del Mondo di rugby 1991 in cui gli All Blacks giunsero terzi; quattro anni più tardi, alla Coppa del Mondo di rugby 1995, giunse fino alla finale, poi persa contro i padroni di casa del Sudafrica.
Disputò, ancora, la Bledisloe Cup del 1995 contro l'Australia poi, a causa del suo trasferimento come professionista in Giappone ai Sanix Blues di Fukuoka, perse l'idoneità alla Nazionale, in quanto la Federazione neozelandese non convoca giocatori che militano in campionati esteri.
Divenuto idoneo a rappresentare il Giappone, disputò con esso la Coppa del Mondo di rugby 1999 in Galles, chiudendo in tale torneo la sua carriera internazionale; nel 2002 chiuse anche quella di club.
Dopo il ritiro si è dedicato a varie attività tra cui la consulenza tecnica.
Nel 2012 subì un furto per sciacallaggio nella sua casa di Christchurch danneggiata dai sismi del settembre 2010 e febbraio 2011 e lasciata disabitata con numerosi effetti personali all'interno: ignoti si introdussero nell'abitazione e trafugarono diversi oggetti ricordo tra cui l'abito da sposa di sua moglie e diverse maglie di gioco degli All Blacks; gli autori del furto abbandonarono la refurtiva dopo avere riconosciuto a chi apparteneva, essendo essa di fatto invendibile, e il giorno dopo la polizia di Christchurch arrestò un diciassettenne che si era reso autore di altri furti nelle case adiacenti a quella di Bachop.
Suo fratello Stephen fu anch'egli professionista per Canterbury e internazionale per la Samoa; sua sorella è madre dei fratelli Nathan e Aaron Mauger, l'ultimo dei quali presente con gli All Blacks alle Coppe del Mondo del 2003 e del 2007.